# &CAST!!!アワー ラブランチ!
『&CAST!!!アワー ラブバンケット!』と『&CAST!!!アワー ラブランチ! ザ・サンデー』は簡易動画付きのインターネットラジオ番組。

## &CAST!!!アワー ラブバンケット!
『&CAST!!!アワー ラブランチ!』（アンドキャスト!!!アワー ラブランチ!）は「文化放送 超!A&G+」と「&CAST!!!」で2018年9月3日から2019年3月30日まで生配信されていた番組。2019年4月1日からは『＆CAST!!!アワー ラブバンケット!』（アンドキャスト!!!アワー ラブバンケット!）として番組リニューアルした。
この番組は、男性声優2人がコンビを組んでトークを繰り広げるもので、アニラジにおける男性2人での帯番組と、文化放送で月曜から土曜のワイド番組はいずれも初めてである。
2019年4月からは、視聴者の要望により「&CAST!!!」のみ22時からの生配信に変更となった。「超!A&G+」での配信時間は変更とならずに前週の内容を配信した。
2020年3月28日の放送をもって終了することが2月24日放送分で明らかになった。

### 配信時間
| 本配信   | 本配信                    | 本配信                       | 本配信                                                      |
| 配信元   | 配信時間                  | 配信期間                     | 備考                                                        |
| -------- | ------------------------- | ---------------------------- | ----------------------------------------------------------- |
| 超!A&G+  | 月曜 - 土曜 12:00 - 13:00 | 2018年9月3日 - 2020年3月28日 | 2019年4月1日からは前週の内容の配信                          |
| &CAST!!! | 月曜 - 土曜 12:00 - 13:00 | 2018年9月3日 - 2019年3月30日 | 本編終了後にアフタートークを配信 最終回は放送時間を15分拡大 |
| &CAST!!! | 月曜 - 土曜 22:00 - 23:00 | 2019年4月1日 - 2020年3月28日 | 本編終了後にアフタートークを配信 最終回は放送時間を15分拡大 |
| 再配信   |                           |                              |                                                             |
| 配信元   | 配信時間                  | 配信期間                     | 備考                                                        |
| &CAST!!! | 月曜 - 土曜 23:30 -       | 2018年9月3日 - 2019年3月28日 | アフタートークも含む                                        |

### パーソナリティ
- 月曜:菅沼久義・米内佑希
- 火曜:入江玲於奈・上西哲平
- 水曜:赤羽根健治・濱健人
- 木曜:保住有哉・三浦勝之
- 金曜:粕谷雄太・神尾晋一郎
- 土曜:阿座上洋平・浜田洋平

## &CAST!!!アワー ラブバンケット! ANNEX
『&CAST!!!アワー ラブバンケット! ANNEX』（アンドキャスト!!!アワー ラブバンケット! アネックス）は「&CAST!!!」で2019年10月7日から生配信している番組。文化放送地上波でも同時放送を行っていた。
この番組は、「&CAST!!!」に縁のある人物を中心にゲストに招き、『&CAST!!!アワー ラブバンケット!』で語り尽くせなかったことや、やれなかったことにチャレンジする「攻撃的プログラム」である。
1時台オープニングでは、文化放送地上波が当番組の直前まで『小倉唯のyui*room』を放送しているため、入江が「小倉唯さん、お疲れさまでした。ここからはこちらでマイクを引き取ります。」と述べてからタイトルコールをした。
2020年3月30日をもって放送を終了した。

### 配信時間
- &CAST!!!
  - 2019年10月7日 - 2020年3月30日：月曜 0:00 - 1:30

### 放送時間
- 文化放送
  - 2019年10月7日 - 2020年3月30日：月曜 1:00 - 1:30（&CAST!!!と同時放送）

### パーソナリティ
- 入江玲於奈

## &CAST!!!アワー ラブランチ!ザ・サンデー
『&CAST!!!アワー ラブランチ! ザ・サンデー』（アンドキャスト!!!アワー ラブランチ!ザ・サンデー）は「文化放送 超!A&G+」と「&CAST!!!」で2018年9月9日から2020年3月29日まで生配信されていた番組。
この番組は、アミューズの若手俳優集団『劇団プレステージ』の18名のメンバーの中から「週替わりで2名以上」出演してトークを繰り広げた。
2020年3月29日をもって、最終回を迎えた。

### 配信時間
| 本配信   | 本配信                 | 本配信                       | 本配信                           |
| 配信元   | 配信時間               | 配信期間                     | 備考                             |
| -------- | ---------------------- | ---------------------------- | -------------------------------- |
| 超!A&G+  | 毎週日曜 13:30 - 14:30 | 2018年9月9日 - 2020年3月29日 | -                                |
| &CAST!!! | 毎週日曜 13:30 - 14:30 | 2018年9月9日 - 2020年3月29日 | 本編終了後にアフタートークを配信 |
| 再配信   |                        |                              |                                  |
| 配信元   | 配信時間               | 配信期間                     | 備考                             |
| &CAST!!! | 毎週日曜 23:30 -       | 2018年9月9日 - 2020年3月29日 | アフタートークも含む             |